# Underground Classics
Albums de Pete Rock
The Surviving Elements: From Soul Survivor II Sessions
(2005) NY's Finest
(2008)
Underground Classics est une compilation de Pete Rock, sortie le 19 septembre 2006.
L'album est composé de faces B et d'inédits.

## Liste des titres
| No  | Titre                                     | Contient un (des) sample(s) de | Durée |
| --- | ----------------------------------------- | --- | ----- |
| 1.  | Give It to Ya'll                          | Humpty Dumpty de Placebo Prelude de Freda Payne (Don't Worry) if There's a Hell Below, We're All Going to Go de Curtis Mayfield It Ain't Hard to Tell de Nas Smokin Cheeba-Cheeba du Harlem Underground Band Psychedelic Shack d'Albino Gorilla | 3:38  |
| 2.  | Game of Death (featuring The U.N.)        | | 4:20  |
| 3.  | Boston (featuring Edo. G)                 | Concrete Jungle de Bob Marley and The Wailers Down in St-Tropez de Leroy Gomez New York Strait Talk de Gang Starr Don't Talk About It d'Edo. G                                                                                                  | 3:19  |
| 4.  | Ain't No Thang (featuring The U.N.)       | | 4:10  |
| 5.  | Back on the Block (featuring C.L. Smooth) | Humpty Dump des Vibrettes Warp Factor II de Montana Tensity du Cannonball Adderley Quintet Superappin' de Grandmaster Flash and The Furious Five                                                                                                | 5:05  |
| 6.  | Fakin Jax (featuring INI)                 | Cause I Need It de Dorothy Ashby Impeach the President des Honey Drippers Give Up the Goods (Just Step) de Mobb Deep featuring Big Noyd | 5:32  |
| 7.  | Grown Man Sport (featuring INI)           | | 4:33  |
| 8.  | Stop Dat (featuring Krumb Snatcha)        | | 4:33  |
| 9.  | Situations (featuring Edo. G)             | | 4:16  |
| 10. | Whatcha Say (featuring INI)               | | 4:20  |
| 11. | Step Up (featuring INI)                   | | 4:45  |
| 12. | Center of Attention (featuring INI)       | | 4:40  |
| 13. | Nothin' Lesser (featuring The U.N.)       | Bring It On de Jay-Z featuring Jaz et Sauce Money The Robbery and the Chase de Coleridge-Taylor Perkinson B.Y.S. de Gang Starr | 5:00  |
| 14. | Collector's Item (featuring Grap Luva)    | Share a Little Love in Your Heart de Love Unlimited | 3:47  |